# Chundana fulvilunata
Chundana fulvilunata är en fjärilsart som beskrevs av W. Warren 1898. Chundana fulvilunata ingår i släktet Chundana och familjen Uraniidae. Inga underarter finns listade i Catalogue of Life.